# Sarphatipark 91-97
Het gebouw Sarphatipark 91-97 bestaat uit een viertal herenhuizen met bedrijfsruimten aan het Sarphatipark (park en straat) in De Pijp te Amsterdam-Zuid. Het huis met huisnummer 97 is daarbij gelegen op de hoek van die straat met de Eerste Sweelinckstraat.
De huizen zijn ontworpen door J.A. Stokvis, die ook verantwoordelijk was voor Sarphatipark 5-7. De bouwtekening vermeldt de datum 13 juli 1886.  De gebouwen zijn opgetrokken in een eclectische bouwstijl. Daarbij is de gevel nog aangepast ten opzichte van de bouwtekening. Gebouw nummer 93 kreeg een relatief grote erker in plaats van balkon.
Op nummer 97 was een kruidenier gevestigd genaamd A. Bakker, deze was in 1900 voorzitter van de "Noordhollandse provinciale pr.kommissie der Nederlandse Vereniging tot Afschaffing van Alkoholhoudende Dranken". Bakker was tevens fanatiek voorstander van de Bestrijding van ‘t Nieuw-Malthusianisme. Deze vereniging was tegenstander van voorstellen van Thomas Malthus en was voornemens:
- het aanwenden van pogingen om door de overheid te doen verbieden het openlijk ten toon stellen of aankondigen van anticonceptionele middelen;
- het verspreiden van geschriften, die aan de bereiking van haar doel bevorderlijk kunnen zijn;
- het instellen van statistische (economische of medische) onderzoekingen omtrent den invloed van het Nieuw-Malthusianisme en van het gebruik der door zijne voorstanders aanbevolen middelen
- zoo nodig, het verlenen van steun aan hen die men door bedreiging met het verlies van werk of van onderstand, zou willen dwingen tot het Nieuw-Malthusianisme.

In 2015 is in gebouw nr. 95 een kapsalon gevestigd, in nr. 97 een verloskundigenpraktijk.

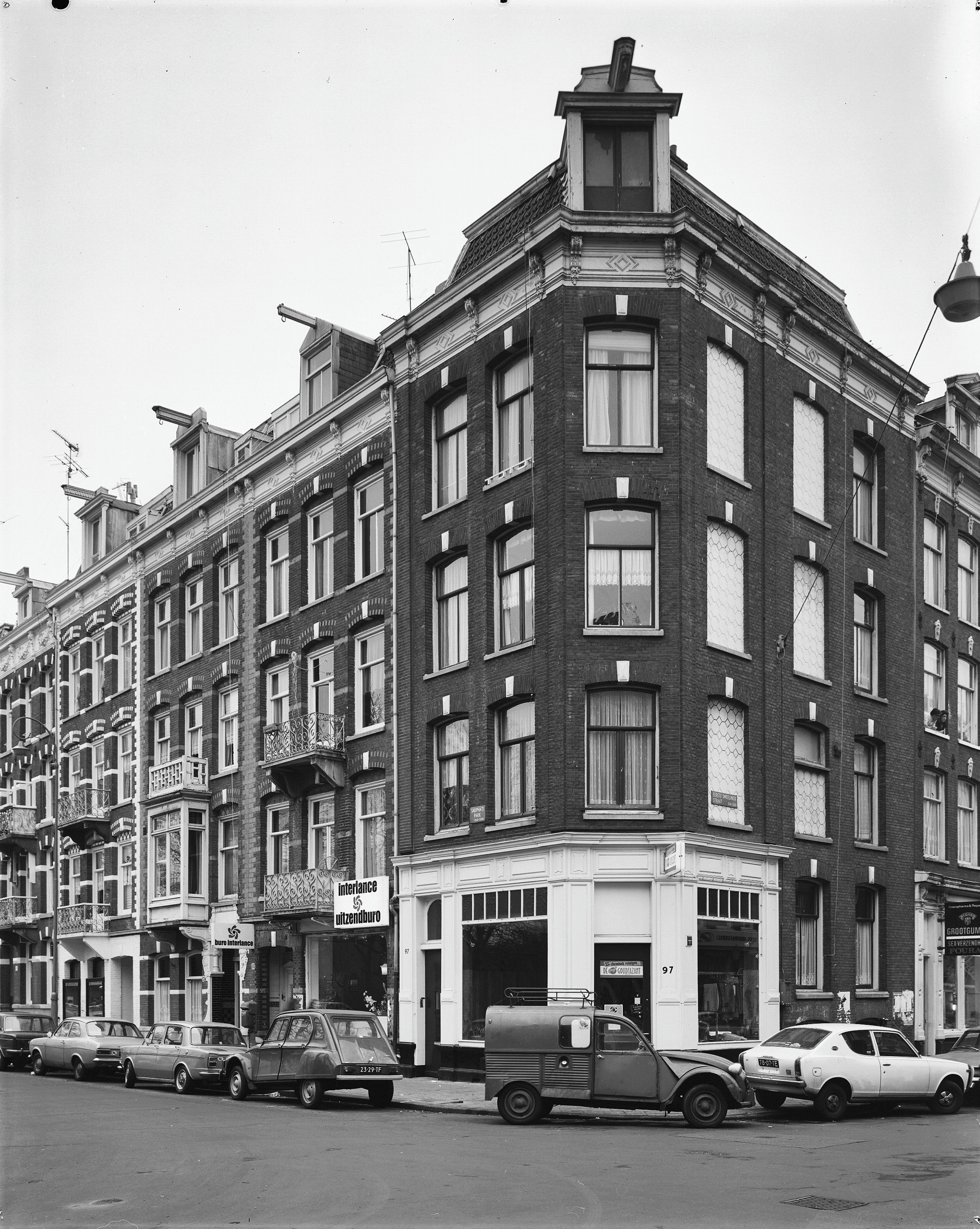
1973